# サド・ジョーンズ
サド・ジョーンズ（Thad Jones, 1923年3月28日 - 1986年8月21日）は、アメリカのジャズトランペット奏者、作曲家、編曲家、ビッグバンドリーダー。

## 来歴
ミシガン州、ポンティアックに生まれる。ピアニストのハンク・ジョーンズを兄に、ドラマーのエルヴィン・ジョーンズを弟に持ち、3兄弟の次男として育つ。16歳までにはプロのトランペット奏者として活動を始める。1943年から1946年にはアメリカ軍楽隊に参加し、第二次世界大戦を体験した。
終戦後はアメリカでプロとしての仕事を再開し、1954年からはカウント・ベイシー・オーケストラに所属して演奏・作曲・編曲をこなしていた。1965年にはドラマーのメル・ルイスと共にサド・ジョーンズ＝メル・ルイス・ジャズ・オーケストラを立ち上げ、「サドメル」の愛称で親しまれる。数々のアルバムを世に送り出したが、1978年にサドがコペンハーゲンへ活動拠点を移したのに伴ってバンドはメル・ルイス・ジャズ・オーケストラへ移行し、メルの死後はヴァンガード・ジャズ・オーケストラとして活動を続けている。サドは亡くなる数年前にアメリカに戻り、ベイシーの死後のカウント・ベイシー・オーケストラでリーダーとしても活躍した。

## 共演者
- アル・グレイ
- トミー・フラナガン
- ポール・チェンバース
- エルヴィン・ジョーンズ
- バリー・ハリス
- マックス・ローチ
- ケニー・バレル
- ジジ・グライス
- ジュリアス・ワトキンス
- ビリー・ハーパー
- ペッパー・アダムス
- ローランド・ハナ
- リチャード・デイヴィス（英語版）
- リッチー・カミューカ
- セロニアス・モンク
- 峰　純子